# Zapus princeps
Zapus princeps е вид бозайник от семейство Тушканчикови (Dipodidae).

## Разпространение
Видът е разпространен в Канада (Албърта, Британска Колумбия, Манитоба, Саскачеван и Юкон) и САЩ (Айдахо, Аляска, Вашингтон, Калифорния, Колорадо, Монтана, Невада, Ню Мексико, Орегон, Северна Дакота, Уайоминг, Южна Дакота и Юта).